# Maritaca (gravadora)
Maritaca Discos é uma produtora, editora e gravadora independente de música instrumental brasileira fundada em 1997 pela flautista Léa Freire, sendo uma das principais gravadoras nacionais desse segmento, tendo lançado e produzido mais de 50 álbuns. 

## História

### Fundação e primeiros anos (Década de 1990)
Nos anos 90, quando mal havia internet e a música dependia de uma mídia chamada CD, o tamanho do fosso era gigante. De um lado, os artistas de gravadoras aproveitavam o que restava do velho formato de negócio dominando espaços da mídia de então. De outro, os "sem-selo" viviam da sorte de um contrato com companhias menores. Cansada do apartheid cultural que via se fortalecer, e rodeada por amigos talentosos, a flautista e compositora Léa Freire fez sua própria transformação.
Depois de ficar fora da música por onze anos, trabalhando como administradora financeira, Lea resolveu reunir as economias pessoais reforçadas por uma herança familiar e abriu um selo fonográfico. O Maritaca seria bancado por ela sem nenhum compromisso com retornos financeiros nem envolvimento artístico externo. “Algumas pessoas compram lanchas, outras compram carros. Eu decidi apostar em música”, comenta Léa. 
Freire também conta como surgiu o nome do selo: “Uma maritaca caiu no meu quintal justamente quando eu planejava abrir um selo para música instrumental. Ela ficou em casa por uns quinze dias, numa gaiola aberta na cozinha, vinha na cabeça da gente e adorava comer na colher. Um dia, foi embora numa revoada, meio gordinha eu acho”. O primeiro lançamento da Maritaca foi da autoria de Leá, o álbum de estúdio “Ninhal” de 1998, que trazia participações de Joyce, Filó Machado e Banda Mantiqueira.

### Expansão no mercado fonográfico independente (Década de 2000)
Depois de “Ninhal”, o selo começou a produzir outros trabalhos. Um da pianista Silvia Góes, chamado “Piano à Brasileira”, e outro do francês radicado no Brasil, Tibô Delor, com o álbum “No Tom da História”, interpretando músicas de Tom Jobim no seu contrabaixo. Ambos foram lançados em 2001. No mesmo ano ainda o selo trabalhou com o lançamento de "Caderno de Composição”, do pianista Mozar Terra.
No ano de 2004, a Maritaca Discos inaugurou uma nova etapa na carreira, tornando-se também uma distribuidora de discos após atingir um catálogo desejável de 14 álbuns lançados e passando a investir em MPB com vocal, abrindo oportunidade para lançar outros gêneros musicais semelhantes, além de música instrumental que vinha sendo seu nicho principal. No dia 4 de maio de 2004, o selo promoveu um show quádruplo no Sesc Pompéia para apresentar lançamentos de artistas da Maritaca.
Neste mesmo período, a Maritaca começou a crescer no mercado fonográfico porém continuou tendo como maior obstáculo a divulgação dos lançamentos. "Nós não tocamos no rádio nem na TV porque as multinacionais (Warner, Sony, BMG, Universal e EMI) que mandam no mercado fonográfico do País controlam jornais, rádio e televisão", lamenta Léa. Enquanto as cinco gravadoras multinacionais lançaram juntas, entre janeiro e junho de 2004, cerca de 48 álbuns de música brasileira, as gravadoras independentes lançaram cerca de 276 lançamentos, de acordo com estátisticas publicadas pelo Instituto Brasil de Comunicação Social, em 16 de julho de 2004.
Com as grandes gravadoras multinacionais controlando a maior parte do mercado fonográfico com sua influência e pelo pagamento de Jabá, a Maritaca Discos precisou se esforçar ao máximo para promover os lançamentos de seu catálogo. 
A gravadora conseguiu airplay em rádios alternativas como a Cultura FM, USP FM e a Trianon AM (em São Paulo) e a Catedral FM, no Rio de Janeiro. "São rádios que aceitam tocar nossos artistas, mas o lado ruim disso é que o público fica super segmentado. O ideal seria que os ouvintes tivessem o máximo de opções para poder escolher. Afinal, quem define o que é bom ou não é o público mesmo. Até o ministro (da Cultura, Gilberto Gil) diz que música ruim também é cultura".
Entre os discos lançados pela Maritaca neste ano estão "A Mil Tons", um dueto entre o piano de Amilton Godoy e a flauta de Léa Freire, com composições do pianista; "Arraial", terceiro disco do grupo Vento em Madeira; “Flor de Sal”, sétimo disco da carreira do compositor e multi-instrumentista Arismar do Espírito Santo; "Na Calada do Dia", do baterista e compositor Edu Ribeiro (também Trio Corrente); e "Troubadour", do contrabaixista francês, estabelecido no Brasil, Thibault Delor. A Maritaca, segundo Léa, visa estimular a formação e o conhecimento do público para apreciação desse gênero musical de linguagem universal e necessário, que pede do ouvinte atenção e entrega na audição.
Neste panorama, o selo Maritaca vem realizando um trabalho significativo, ao agrupar nomes da música instrumental, investindo e divulgando a produção de inúmeros compositores e instrumentistas. No seu catálogo estão cerca de 60 álbuns com repercussão internacional, além de livros de partituras. Grandes músicos já gravaram na Maritaca, com plena liberdade artística, como Arismar do Espírito Santo, Amilton Godoy, Laércio de Freitas, Bocato, Mozar Terra, Teco Cardoso, Banda Mantiqueira, Trio Corrente (vencedor de dois Grammys Awards), Silvia Goes, Zéli, Nenê, Theo de Barros, entre outros. 